# Tarka géb
A tarka géb (Proterorhinus semilunaris) a sugarasúszójú halak (Actinopterygii) osztályának sügéralakúak (Perciformes) rendjébe, ezen belül a gébfélék (Gobiidae) családjába és a Benthophilinae alcsaládjába tartozó faj.
A Proterorhinus semilunarist és a Proterorhinus marmoratust nemrég még egy fajnak lehetett tekinteni. A molekuláris vizsgálatok eredményeként a kutatók megállapították, hogy valójában két külön fajról egy édesvízben és egy tengerben élőről van szó.
Ez a kis termetű gébfaj az édesvízhez is jól alkalmazkodott és Magyarországon is terjedőben van az állománya. Gazdasági jelentősége nincs, ahol nagyobb számban előfordul ott a ragadozók táplálékaként kap szerepet. Magyarországon nem védett, természetvédelmi értéke nincs.

## Előfordulása
A tarka géb a Fekete-tengerbe, az Azovi-tengerbe és az Égei-tengerbe ömlő folyók lakója, például: Marica, Sztruma, Duna, Morva, Prut, Don, Donyec, Dnyeszter, Kubán, Déli-Bug stb. A Fertő tóban is megtalálható.
Ez a faj nem őshonos, de bevándorolt a következő helyeken: a Duna felső szakasza, a Dnyeper felső szakasza, a Rajna–Majna vízrendszere, Visztula és Észak-Amerikában a Nagy-tavak.
Magyarországon a 19. század második felétől már jelezték előfordulását a Dunában, azóta a Dunántúl folyó- és állóvizeiben általánosan is elterjedt. Magyarországon Kriesch János 1875-ben találta meg az Óbuda melletti hévíz kifolyásában, melyet önálló fajnak (Gobio rubromaculatus) vélt. Herman Ottó azt állapította meg, hogy ez a faj azonos a Fekete-tenger öbleiben előforduló tengeri tarka gébbel (Proterorhinus marmoratus). Már Kriesch is említette, hogy ez a kis hal a keszthelyi Hévíznek a Balatonba vezető csatornájában előfordul és itt Vutskits György 1894-ben szintén megtalálta.
Állatföldrajzi szempontból is érdekesség, ahogyan a Dráva, a Tisza és a Körösök vízrendszerében elterjedt. Ez a folyamat jelenleg is megfigyelhető és napjainkra a faj már Németországig hatolt felfelé a Duna vízrendszerében. Terjeszkedése miatt védettségét 1993-ban egy időre  feloldották, de 2001-től ismét védett Magyarországon.

## Megjelenése
Teste és feje oldalra lapított. Rajta 37-46 nagy, kerek pikkelye van. A felső- és alsó állkapcsok egyforma hosszúak. A hasán tapadókorong található. Úszóhólyaga nincs. Az úszók töve pikkelyezett. Színezete sárgásszürke 4-5 sötét sávval. Úszói csíkosak. A tarka géb legfeljebb 9 centiméter hosszú. A Proterorhinus semilunaris fejének a hossza a testhossz 28-32 százalékát teszi ki. Az első hátúszó érintkezik a második hátúszóval. Szemének átmérője a fej 16-21 százalékát képezi.

### Hasonló fajok
Közeli rokonaitól a folyami gébtől, a csupasztorkú gébtől, a kessler-gébtől, a feketeszájú gébtől és a szirman gébtől a tarka géb könnyen megkülönböztethető az orrán lévő két rövid csövecskéje miatt. Hasonlít még az amurgébre, a cifra és botos kölöntékre de itt is segít az említett csövecske, valamint ezeknek a fajoknak nincsen tapadókorongszerű hasúszójuk.

## Életmódja
Eredetileg a brakkvízben élt, de jól alkalmazkodott az édesvízhez is. Tápláléka férgek, rovarlárvák, rákok és olykor halikra vagy hallárva.

### Tápláléka
A Morva folyóban, a halfaj táplálékának a 40,2 százalékát árvaszúnyogok, főleg a Phytotendipes gripekoveni, 27,6 százalékát közönséges víziászka, míg a maradék 32,2 százalékot búvárpoloskák, evezőlábú rákok, Ceratopogonidae-fajok, ágascsápú rákok és piócák képezik.

### Élősködői
A szabad természetben a Proterorhinus semilunaris állományokban az élősködőkkel való fertőzöttség alacsony szintű. A Dnyeszter deltájában csak 5 élősködője van, ezek közül a leggyakoribb a valódi mételyekhez tartozó Nicolla skrjabini. Az Azovi-tenger északi partjain a halat szintén a valódi mételyekhez tartozó Plagioporus skrjabini támadja, de ezek mellett, az egyes kagylók lárvái is a Proterorhinus semilunaris kopoltyúiban fejlődnek ki. Amiután betelepítették a Morva folyóba, e hal élősködőinek száma 13-ra nőtt. Ebben a folyóban egyéb valódi mételyek támadták meg. Ezek közül a leggyakoribbak az Apatemon cobitidis proterorhini, a Diplostomum spathaceum és a Tylodelphys clavata. A Nagy-tavakban 6 új élősködővel került szembe, de ezek alig csökkentik az egyedszámát. A fonálférgekhez tartozó Spiroxys contortus másodlagos gazdaállata, az elsődleges gazdaállat a teknősök.

## Szaporodása
Kétéves korára lesz ivarérett. Nem nagyszámú 90-150 ikrát április-májusban rakja le. Az ikrás 2-3 ikrát ragaszt a vízinövényekre, amelyek egyenként egy sajátságos, hosszúkás tojásdad alakú tokba vannak elrejtve. A hím a lerakott ikrákat őrzi és körülötte a mellúszóival vízáramot kelt azért, hogy mindig friss és oxigénben dús vízben legyenek az embriók. A megtermékenyítést követő nyolcadik napon kikelnek a lárvák és pár napot ezt követően a növényzeten függnek a farkuknál fogva. A kikelésüktől számított 3-7 napon történik meg az elúszásuk.

## Galéria
|  |  |  |

## Fordítás
- Ez a szócikk részben vagy egészben  a   Western tubenose goby című angol Wikipédia-szócikk ezen változatának fordításán alapul.  Az eredeti cikk szerkesztőit annak laptörténete sorolja fel. Ez a jelzés csupán a megfogalmazás eredetét és a szerzői jogokat jelzi, nem szolgál a cikkben szereplő információk forrásmegjelöléseként.

### Internetes leírások a tarka gébről
- A faj szerepel a Természetvédelmi Világszövetség Vörös Listáján. IUCN. (Hozzáférés: 2011. december 31.)
- A faj adatlapja a FishBase oldalán. FishBase. (Hozzáférés: 2011. december 31.)
- Proterorhinus semilunaris Heckel 1837 (angol nyelven). NAS - Nonindigenous Aquatic Species. (Hozzáférés: 2011. december 30.)
- Proterorhinus semilunaris (Heckel, 1837) (angol nyelven). Encyclopedia of Life. (Hozzáférés: 2011. december 31.)
- Proterorhinus semilunaris (Heckel, 1837). BioLib.cz. (Hozzáférés: 2011. december 31.)
- Proterorhinus semilunaris (Heckel, 1837). AQUATAB. (Hozzáférés: 2011. december 31.)